# Carlo Braccesco
Carlo Braccesco ou Carlo da Milano  est un peintre italien originaire de Milan, documenté en Ligurie entre 1478 et 1501.

## Biographie
Milanais, on ne trouve nulle trace de sa formation et sa première œuvre est la Madonna e santi du sanctuaire de  Montegrazie près d'Imperia signée CAROLUS MEDIOLAN[ENSIS] et datée de  1478.
On suppose une formation lombarde dans les styles de Vincenzo Foppa et de Ambrogio Bergognone, influencée par la culture de la Ligurie.
Entre 1481 et 1482, il est à Gênes pour les fresques de la façade du Palazzo San Giorgio (San Giorgio a cavallo- perdue).
En 1482, il fournit des cartons pour les vitraux de la chapelle  San Sebastiano du Duomo di San Lorenzo et, en 1484, les fresques de la même chapelle.
Il peignit, jusqu'à la date de sa mort en 1501, des tableaux pour différents édifices et familles de la Ligurie et en particulier sur les épisodes de la Vie de saint André.
Roberto Longhi lui consacra un ouvrage en 1942 et lui attribua le triptyque de saint André conservé au musée du Louvre à Paris.

## Œuvres

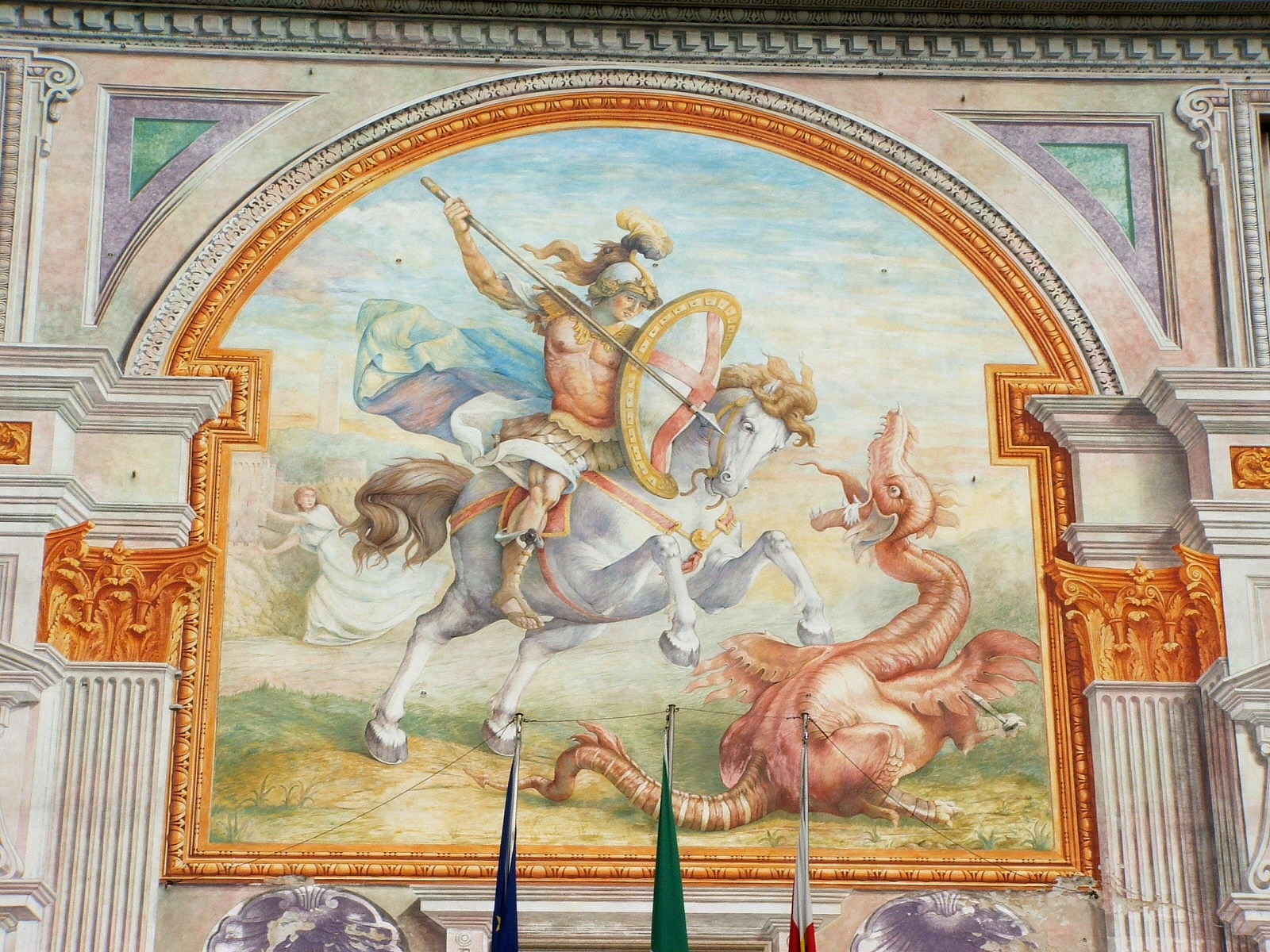
Saint Georges terrassant le dragon, Palazzo San Giorgio, Gênes

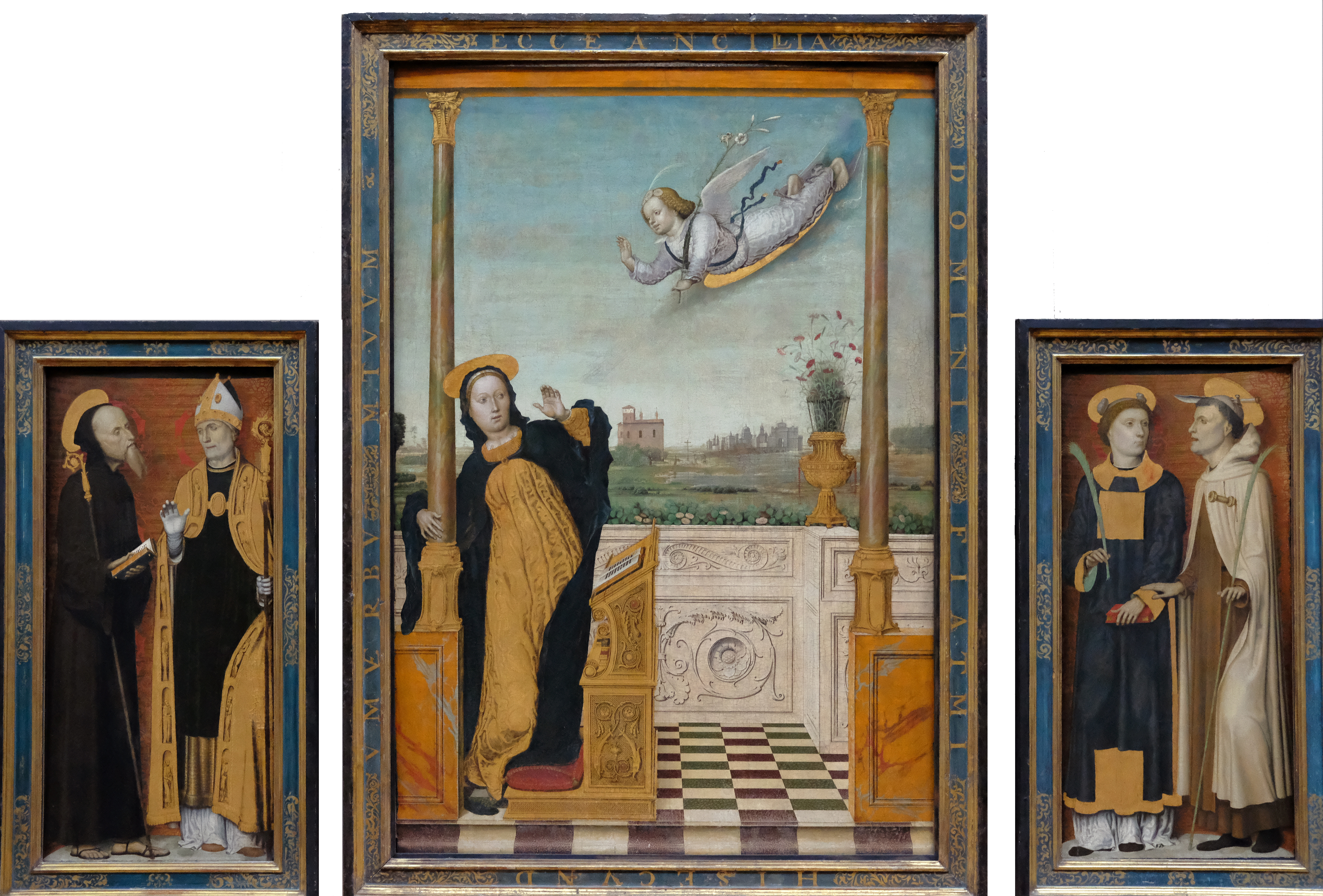
Annonciation, musée du Louvre, Paris.

- Incoronazione della Vergine (1480), couvent Santa Maria di Castello, Gênes.
- Fresques de la façade (1481-1482), Palazzo San Giorgio, Gênes (signées Carolus de Mediolano).
- Quatre cartons des vitraux[1], chapelle  San Sebastiano, Duomo di San Lorenzo, Gênes
- Fresques, chapelle  San Sebastiano, Duomo di San Lorenzo, Gênes.
- Maestà (1493-1494), chiesa di Sant'Andrea, Levanto (payé le 25 janvier 1495).
- Polyptyque dispersé de sant'Andrea (env. 1495) :
  - panneau central avec Sant'Andrea, collection Aberconway de Londres,
  - Santi Pietro e Paolo, collection privée à  Milan,
  - quatre petits panneaux de la prédelle, les  Dottori della Chiesa, Galleria Giorgio Franchetti, Ca' d'Oro, Venise.
- Peintures du buffet d'orgue (1497), cathédrale génoise sur commission  de Cristoforo della Torre.
- Icône (1499), chiesa di Santa Brigida, Gênes.
- Annonciation (panneau central), Santi Stefano e Alberto carmelitano (panneau de droite),  San Benedetto e un santo vescovo (panneau de gauche), d'un triptyque provenant de l'oratoire de la famille Fregoso, à Gênes, œuvre qui lui est attribuée par Roberto Longhi, conservée aujourd'hui au musée du Louvre[2],[3]
- Santi Erasmo Gerolamo Pantaleo e un Vescovo, initialement à la chiesa di S. Andrea di Levanto, conservés au Museo diocesano de la Spezia (panneaux de protection du précédent triptyque)
- Polyptyque dispersé (selon Federico Zeri et Roberto Longhi) :
  - La Manne du tombeau de saint André, panneau central, Musée du Petit Palais d'avignon,
  - Crocifissione di sant'Andrea, panneau latéral, Galleria Vittorio Cini, Venise,
  - prédelle des docteurs de l'église.
- Saint André transformant sept diables de Nicée en chiens, morceau de prédelle, collection Kress, New York[4]

## Sources
- (it) Cet article est partiellement ou en totalité issu de l’article de Wikipédia en italien intitulé « Carlo Braccesco » (voir la liste des auteurs).